# فييرا ميلانو
فييرا ميلانو (بالإيطالية: Fiera Milano)‏ هو معرض تجاري كبير ومركز للمؤتمرات في منطقة ميلانو الحضرية في إيطاليا ويقع في بلدة رو. تأسس عام 1906 كمركز للمعرض العالمي وحينها لافتتاح نفق سيمبلون.